# Janseodes pallescens
Janseodes pallescens là một loài bướm đêm trong họ Noctuidae.